# ノーザンポラリス
ノーザンポラリス (Northern Polaris) は、日本中央競馬会 (JRA) に登録されていた競走馬で、引退後はノーザンホースパークで繋養されていた乗用馬である。

## 経歴

### 競走馬時代
1994年の1月にデビュー。2戦目の新馬戦で初勝利を挙げると、弥生賞 (GII) でも5着となる。続く日本ダービー（東京優駿）のトライアル青葉賞 (GIII) でエアダブリンの2着に入り、1勝馬ながら日本ダービーの優先出走権を得た。
その年の日本ダービーには後の三冠馬ナリタブライアンが2冠をかけて出走しており、注目が集まっていた。そのような中、スタートで立ち上がり大きく出遅れし、後方追走を余儀なくされたが、4コーナーではナリタブライアンの真後ろから大外を追い込み5着に善戦した。
菊花賞でナリタブライアンの史上5頭目の三冠を阻止すべく嵐山ステークス（阪神）に出走、芝3000メートルの日本レコード（当時）となる3分4秒4で走りぬけ優勝した。
目標はあくまで菊花賞であったが、嵐山ステークス後に脚部不安を発症、症状は重度で長期休養を余儀なくされた。
1年半を経た1996年の3月、復帰戦は嵐山ステークスと同じ距離、同じ場所で施行された阪神大賞典。同競走にはナリタブライアンも出走しており、1歳年下のマヤノトップガンとの一騎討ちで注目を集めていた。ナリタブライアンとマヤノトップガンが2頭馬体を併せて4コーナーを回ると、その後ろから追い込んだノーザンポラリスだったが、6着に敗れた。その後、烏丸ステークスに出走し3着、再び休養に入る。
翌1997年、難波ステークス12着を経て春の天皇賞に出走したが7着。6月14日の福島市制施行90周年記念では1番人気に支持されたが、故障を発症し競走中止。そのまま引退し北海道苫小牧市のノーザンホースパークで乗馬となった。

### 競走馬引退後
1997年7月3日、繋養先のノーザンホースパークに入場。同年12月18日、6月14日に発症した脚部不安が悪化。治療の甲斐もなく安楽死処分となった。

## 競走成績
| 年月日 | 年月日 | 年月日 | 競馬場 | 競走名                 | 格       | 頭数 | 枠番 | 馬番 | オッズ （人気） | オッズ （人気） | 着順 | 騎手     | 斤量 | 距離（馬場）  | タイム （上り3F） | タイム差 | 勝ち馬/（2着馬）     |
| 1994   | 1.     | 8      | 中山   | 3歳新馬                |          | 14   | 6    | 9    | 16.0            | （6人）         | 2着  | 的場均   | 53   | 芝1800m（良） | 1:51.6 (36.9)     | 0.1      | クリールチャンプ     |
|        | 1.     | 22     | 中山   | 3歳新馬                |          | 13   | 6    | 8    | 1.7             | （1人）         | 1着  | 的場均   | 55   | 芝2000m（重） | 2:04.6 (36.5)     | -0.7     | （トニーズガーデン） |
|        | 3.     | 6      | 中山   | 弥生賞                 | GII      | 11   | 2    | 2    | 31.1            | （5人）         | 5着  | 的場均   | 55   | 芝2000m（良） | 2:01.9 (36.0)     | 0.6      | サクラエイコウオー   |
|        | 4.     | 30     | 東京   | 青葉賞                 | GIII     | 17   | 5    | 10   | 6.1             | （2人）         | 2着  | 的場均   | 56   | 芝2400m（良） | 2:28.9 (35.2)     | 0.1      | エアダブリン         |
|        | 5.     | 29     | 東京   | 東京優駿               | GI       | 18   | 7    | 15   | 33.6            | （7人）         | 5着  | 的場均   | 57   | 芝2400m（良） | 2:27.1 (37.2)     | 1.4      | ナリタブライアン     |
|        | 10.    | 15     | 京都   | 嵐山S                  | 1500万下 | 8    | 3    | 3    | 1.4             | （1人）         | 1着  | 的場均   | 55   | 芝3000m（良） | R3:04.4 (36.1)    | -0.8     | （インターライナー） |
| 1996   | 3.     | 9      | 阪神   | 阪神大賞典             | GII      | 10   | 4    | 4    | 31.1            | （5人）         | 6着  | 的場均   | 57   | 芝3000m（良） | 3:06.6 (36.1)     | 1.7      | ナリタブライアン     |
|        | 4.     | 28     | 京都   | 烏丸S                  | 1500万下 | 10   | 4    | 4    | 2.1             | （1人）         | 3着  | 的場均   | 57   | 芝2400m（良） | 2:26.8 (35.0)     | 0.2      | ヤマニンサクセス     |
| 1997   | 4.     | 13     | 阪神   | 難波S                  | 1500万下 | 15   | 8    | 14   | 7.5             | （5人）         | 12着 | 福永祐一 | 56   | 芝2200m（良） | 2:15.4 (37.0)     | 1.4      | エイシンサンサン     |
|        | 4.     | 27     | 京都   | 天皇賞（春）           | GI       | 16   | 6    | 11   | 77.4            | （10人）        | 7着  | 福永祐一 | 58   | 芝3200m（良） | 3:16.6 (36.6)     | 2.2      | マヤノトップガン     |
|        | 6.     | 14     | 福島   | 福島市制施行90周年記念 | 1500万下 | 16   | 1    | 1    | 3.7             | （1人）         | 中止 | 武豊     | 57   | 芝2000m（良） |                   |          | メジロスティード     |

- タイム欄のRはレコード勝ちを示す。

## 血統表
| ノーザンポラリスの血統（ノーザンテースト系 / Lady Angela 4×3=18.75%（父内）、Mahmoud 5×5=6.25%） | ノーザンポラリスの血統（ノーザンテースト系 / Lady Angela 4×3=18.75%（父内）、Mahmoud 5×5=6.25%） | ノーザンポラリスの血統（ノーザンテースト系 / Lady Angela 4×3=18.75%（父内）、Mahmoud 5×5=6.25%） | （血統表の出典）   | （血統表の出典） |
| 父 *ノーザンテースト Northern Taste 1971 栗毛                                                    | 父の父Northern Dancer 1961 鹿毛                                                                  | Nearctic                                                                                         | Nearco             | Nearco           |
| 父 *ノーザンテースト Northern Taste 1971 栗毛                                                    | 父の父Northern Dancer 1961 鹿毛                                                                  | Nearctic                                                                                         | Lady Angela        |                  |
| 父 *ノーザンテースト Northern Taste 1971 栗毛                                                    | 父の父Northern Dancer 1961 鹿毛                                                                  | Natalma                                                                                          | Native Dancer      | Native Dancer    |
| 父 *ノーザンテースト Northern Taste 1971 栗毛                                                    | 父の父Northern Dancer 1961 鹿毛                                                                  | Natalma                                                                                          | Almahmoud          |                  |
| 父 *ノーザンテースト Northern Taste 1971 栗毛                                                    | 父の母Lady Victoria 1962 黒鹿毛                                                                  | Victoria Park                                                                                    | Chop Chop          | Chop Chop        |
| 父 *ノーザンテースト Northern Taste 1971 栗毛                                                    | 父の母Lady Victoria 1962 黒鹿毛                                                                  | Victoria Park                                                                                    | Victoriana         |                  |
| 父 *ノーザンテースト Northern Taste 1971 栗毛                                                    | 父の母Lady Victoria 1962 黒鹿毛                                                                  | Lady Angela                                                                                      | Hyperion           | Hyperion         |
| 父 *ノーザンテースト Northern Taste 1971 栗毛                                                    | 父の母Lady Victoria 1962 黒鹿毛                                                                  | Lady Angela                                                                                      | Sister Sarah       |                  |
| 母 *メイクィーン May Queen 1981 黒鹿毛                                                           | 母の父Cipol 1967 鹿毛                                                                            | *エルセンタウロ                                                                                  | Sideral            | Sideral          |
| 母 *メイクィーン May Queen 1981 黒鹿毛                                                           | 母の父Cipol 1967 鹿毛                                                                            | *エルセンタウロ                                                                                  | Planetaria         |                  |
| 母 *メイクィーン May Queen 1981 黒鹿毛                                                           | 母の父Cipol 1967 鹿毛                                                                            | Sharp                                                                                            | Tatan              | Tatan            |
| 母 *メイクィーン May Queen 1981 黒鹿毛                                                           | 母の父Cipol 1967 鹿毛                                                                            | Sharp                                                                                            | Smart              |                  |
| 母 *メイクィーン May Queen 1981 黒鹿毛                                                           | 母の母Crown Flower 1963 鹿毛                                                                     | *ヴィミー                                                                                        | Wild Risk          | Wild Risk        |
| 母 *メイクィーン May Queen 1981 黒鹿毛                                                           | 母の母Crown Flower 1963 鹿毛                                                                     | *ヴィミー                                                                                        | Mimi               |                  |
| 母 *メイクィーン May Queen 1981 黒鹿毛                                                           | 母の母Crown Flower 1963 鹿毛                                                                     | Crown Jewel                                                                                      | Court Martial      | Court Martial    |
| 母 *メイクィーン May Queen 1981 黒鹿毛                                                           | 母の母Crown Flower 1963 鹿毛                                                                     | Crown Jewel                                                                                      | Moonstone F-No.1-w |                  |